# Комокс 1
Комокс 1 (англ. Comox 1) — індіанська резервація в Канаді, у провінції Британська Колумбія, у межах регіонального округу Комокс-Веллі.

## Населення
За даними перепису 2016 року, індіанська резервація нараховувала 222 особи, показавши скорочення на 11,6%, порівняно з 2011-м роком. Середня густина населення становила 381,5 осіб/км².
З офіційних мов обидвома одночасно володіли 10 жителів, тільки англійською — 215. Усього 5 осіб вважали рідною мовою не одну з офіційних, з них усі — одну з корінних мов.
Працездатне населення становило 60,5% усього населення, рівень безробіття — 13%.

## Клімат
Середня річна температура становить 9,5°C, середня максимальна – 20,4°C, а середня мінімальна – -2,1°C. Середня річна кількість опадів – 1 291 мм.
| Клімат поселення                              | Клімат поселення | Клімат поселення | Клімат поселення | Клімат поселення | Клімат поселення | Клімат поселення | Клімат поселення | Клімат поселення | Клімат поселення | Клімат поселення | Клімат поселення | Клімат поселення | Клімат поселення |
| Показник                                      | Січ.             | Лют.             | Бер.             | Квіт.            | Трав.            | Черв.            | Лип.             | Серп.            | Вер.             | Жовт.            | Лист.            | Груд.            |                  |
| Середній максимум, °C                         | 7,39             | 8,85             | 10,64            | 13,04            | 16,56            | 19,34            | 20,19            | 20,41            | 17,34            | 12,65            | 8,51             | 5,99             |                  |
| Середня температура, °C                       | 2,65             | 4,11             | 5,88             | 8,29             | 11,81            | 14,58            | 17,17            | 17,41            | 14,33            | 9,65             | 5,50             | 2,99             |                  |
| Середній мінімум, °C                          | −2,1             | −0,63            | 1,13             | 3,55             | 7,07             | 9,85             | 14,20            | 14,42            | 11,35            | 6,66             | 2,51             | 0,00             |                  |
| Норма опадів, мм                              | 185              | 139              | 123              | 75               | 51               | 46               | 32               | 38               | 49               | 131              | 218              | 204              |                  |
| Середньомісячна швидкість вітру, м/с          | 3.41             | 3.22             | 3.49             | 3.45             | 3.35             | 3.36             | 3.29             | 2.96             | 2.78             | 3.09             | 3.55             | 3.43             |                  |
| Середньомісячна сонячна радіація, кДж/м²·день | 2922             | 5560             | 9787             | 14722            | 18469            | 19781            | 20654            | 17632            | 12735            | 6836             | 3445             | 2304             |                  |
| --------------------------------------------- | ---------------- | ---------------- | ---------------- | ---------------- | ---------------- | ---------------- | ---------------- | ---------------- | ---------------- | ---------------- | ---------------- | ---------------- | ---------------- |
| Джерело:                                      |                  |                  |                  |                  |                  |                  |                  |                  |                  |                  |                  |                  |                  |